# Es Arenals
La playa Els Arenals está situada en la isla de Formentera, en la comunidad autónoma de las Islas Baleares, España.
Es una playa de arena dorada en la que se practica nudismo.